# Остання таємниця
Остання таємниця (фр. L'Ultime Secret) — роман французького письменника Бернара Вербера, виданий у 2001 році. Друга частина трилогії «Наукові пригоди». До написання книги Б. Вербера надихнула стаття про самостимуляцію, надрукована на сайті Французького інституту освітніх досліджень.

## Сюжет
Дія роману розпочинається з перемоги Самюєла Фінчера, одного з головних героїв книги, за звання чемпіона світу з шахів, над надсучасним комп'ютером Deep Dlue IV. При цьому С. Фінчер, відомий нейрохірург, розпочав свою шахматну кар'єру лише за рік та є загадкою для решти шахматного світу. Після обов'язкової промови на прес-конференції, на який С. Фінчер порушив питання мотивації, він поїхав до готелю, де вранці його знайшли мертвим. Експерти вважали, що він помер в обіймах коханою жінки від задоволення. Проте Лукреція Немрод, журналіст видання «Геттер Модерн», разом зі своїм знайомим Ісідором Каценбергом мали на думці, що смерть С. Фінчера є вбивстом та задля матеріалу для видання почали розслідування. Зрештою, їм стає відома історія банківського службовця Жан-Луї Мартена, який був збитий автомобілем, внаслідок чого повністю втратив здатність рухатися та частково — відчувати події навколо. Після аварії він потрапив на лікування до нейрохірурга С. Фінчера, який мотивував його до подальшого життя. Над мозком Мартена провадять дослідження та підключають його до Інтернету. Маючи необмежений доступ до мережі, Мартен обирає собі псевдо та провадить власні наукові дослідження щодо діяльності мозку, чим вражає навіть досвідченого С. Фінчера. Разом вони опрацьовують тему «Останньої таємниці» — можливості стимуляції певної точки головного мозку для отримання найбільшого задоволення. Виявляється, що «Остання таємниця», окрім задоволення, також стимулює пошук найкоротших шляхів для його отримання, у тому числі й в інших сферах діяльності. Завдяки розпочатому експерименту спочатку на мишах, а потім і над собою, С. Фінчер починає грати в шахи, швидко розуміється в грі та врешті-решт стає чемпіоном світу. Проте з іншого боку, «Останній секрет» може стати й найстрашнішим для людства наркотиком. Мартен та С. Фінчер це розуміють і намагаються зробити експеримент контрольованим. Але випадково Мартен вбиває С. Фінчера стимулюючи його мозок після отриманої шахової перемоги за звання чемпіона світу. 
За результатами своїх пригод і розкритого вбивства, Лукреція та Ісідор визначають 13 пунктів мотивації:
1. Придушення болю
2. Придушення страху
3. Задоволення первинних потреб для виживання
4. Задоволення вторинних потреб для комфорту
5. Борг
6. Злоба
7. Сексуальність
8. Наркотики
9. Особисті пристрасті
10. Релігія
11. Пригоди
12. Обіцянка «Останньої таємниці»
13. «Остання таємниця»

Також у роздумах щодо змагань людського та комп'ютерного мозку, вони доходять до висновку, що людину визначає непомітна дрібниця, відтворити яку не в змозі найскладніша машина. За словами Ісідора, це «щось середнє між гумором, мрією та безумством».